# Evolution Theory
Evolution Theory je debutové studiové album britské dubstepové skupiny Modestep.

## Seznam skladeb
| Pořadí         | Název                                                      | Délka |
| -------------- | ---------------------------------------------------------- | ----- |
| 1.             | Show Me a Sign                                             | 4:27  |
| 2.             | Another Day (feat. Popeska)                                | 4:16  |
| 3.             | Evolution Theory (feat. D-Power, Jammin', Jammer & Frisco) | 4:13  |
| 4.             | Sunlight                                                   | 3:46  |
| 5.             | Praying for Silence (feat. Document One)                   | 4:11  |
| 6.             | Freedom                                                    | 3:02  |
| 7.             | Time                                                       | 4:40  |
| 8.             | Burn (feat. Newham Generals)                               | 4:26  |
| 9.             | To the Stars                                               | 3:56  |
| 10.            | Leave My Mind                                              | 4:32  |
| 11.            | Take it All (feat. Koven)                                  | 4:12  |
| 12.            | Feel Good                                                  | 4:10  |
| 13.            | Bite the Hand                                              | 3:53  |
| 14.            | Up                                                         | 3:45  |
| 15.            | Saved the World                                            | 3:39  |
| Celková délka: | Celková délka:                                             | 61:08 |

| Bonusové skladby Deluxe edice | Bonusové skladby Deluxe edice          | Bonusové skladby Deluxe edice |
| Pořadí                        | Název                                  | Délka                         |
| ----------------------------- | -------------------------------------- | ----------------------------- |
| 1.                            | Flying High                            | 3:57                          |
| 2.                            | Slow Hand                              | 4:05                          |
| 3.                            | Another Day (xKore Remix)              | 4:19                          |
| 4.                            | Another Day (Smooth Remix)             | 5:06                          |
| 5.                            | Another Day (MJ Cole Remix)            | 5:42                          |
| 6.                            | Sunlight (Zomboy Remix)                | 4:00                          |
| 7.                            | Feel Good (Document One Remix)         | 4:55                          |
| 8.                            | Show Me a Sign (Popeska Remix)         | 4:08                          |
| 9.                            | Evolution Theory (Teddy Killerz Remix) | 3:58                          |
| Celková délka:                | Celková délka:                         | 1:41:18                       |